# トウダイグサ目
トウダイグサ目 (Euphorbiales) は被子植物の目のひとつで、トウダイグサ科をタイプ科とするもの。分類体系によって含まれる科は異なる。

## 分類

### APG植物分類体系
APG植物分類体系では従来の体系でここに属していた科はキントラノオ目に含まれ、トウダイグサ目は認められていない。

### クロンキスト体系
クロンキスト体系ではバラ亜綱に属し、4科を含める。
被子植物門 Magnoliophyta
双子葉植物綱 Magnolliopsida
バラ亜綱 Rosidae
トウダイグサ目 Euphorbiales
- ツゲ科 Buxaceae
- シモンジア科 Simmondsiaceae
- パンダ科 Pandaceae
- トウダイグサ科 Euphorbiaceae

### 新エングラー体系
新エングラー体系ではトウダイグサ科をフウロソウ目に入れているためトウダイグサ目の名称は使わない。